# Bisdom San Bernardino
Het bisdom San Bernardino (Latijn: Dioecesis Bernardinopolitana) is een rooms-katholiek bisdom met als zetel San Bernardino, in de Amerikaanse staat Californië. Het bisdom is suffragaan aan het aartsbisdom Los Angeles. 

## Geschiedenis
Het bisdom werd opgericht op 14 juli 1978, uit delen van het bisdom San Diego.

## Parochies
Het bisdom had in 2022 een oppervlakte van 72.243 km2 en telde 4.726.810 inwoners waarvan 39,0% rooms-katholiek was.

## Bisschoppen
- Phillip Francis Straling (14 juli 1978 - 21 maart 1995)
- Gerald Richard Barnes (28 december 1995 - 28 december 2020; hulpbisschop sinds 28 januari 1992)
  - Dennis Patrick O’Neil (hulpbisschop: 16 januari 2001 - 17 oktober 2003)
  - Rutilio Juan del Riego Jáñez (hulpbisschop: 26 juli 2005 - 11 december 2015)
- Alberto Rojas (28 december 2020 - heden; coadjutor sinds 2 december 2019)

## Galerij van afbeeldingen

Wapen van het bisdom
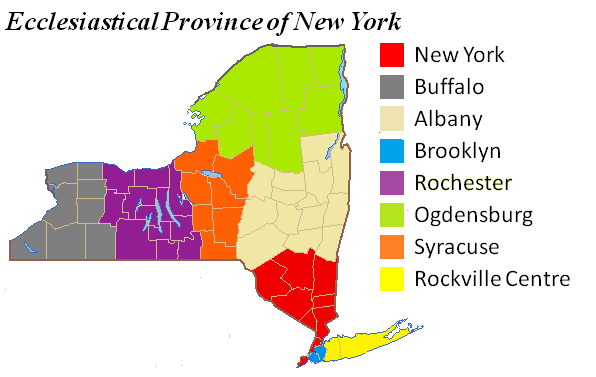
Kerkprovincie met aartsbisdom en suffragane bisdommen

Los Angeles (aartsbisdom) · Fresno · Monterey in Californië · Orange in Californië · San Bernardino · San Diego